# AACTA International Award/Bester Film

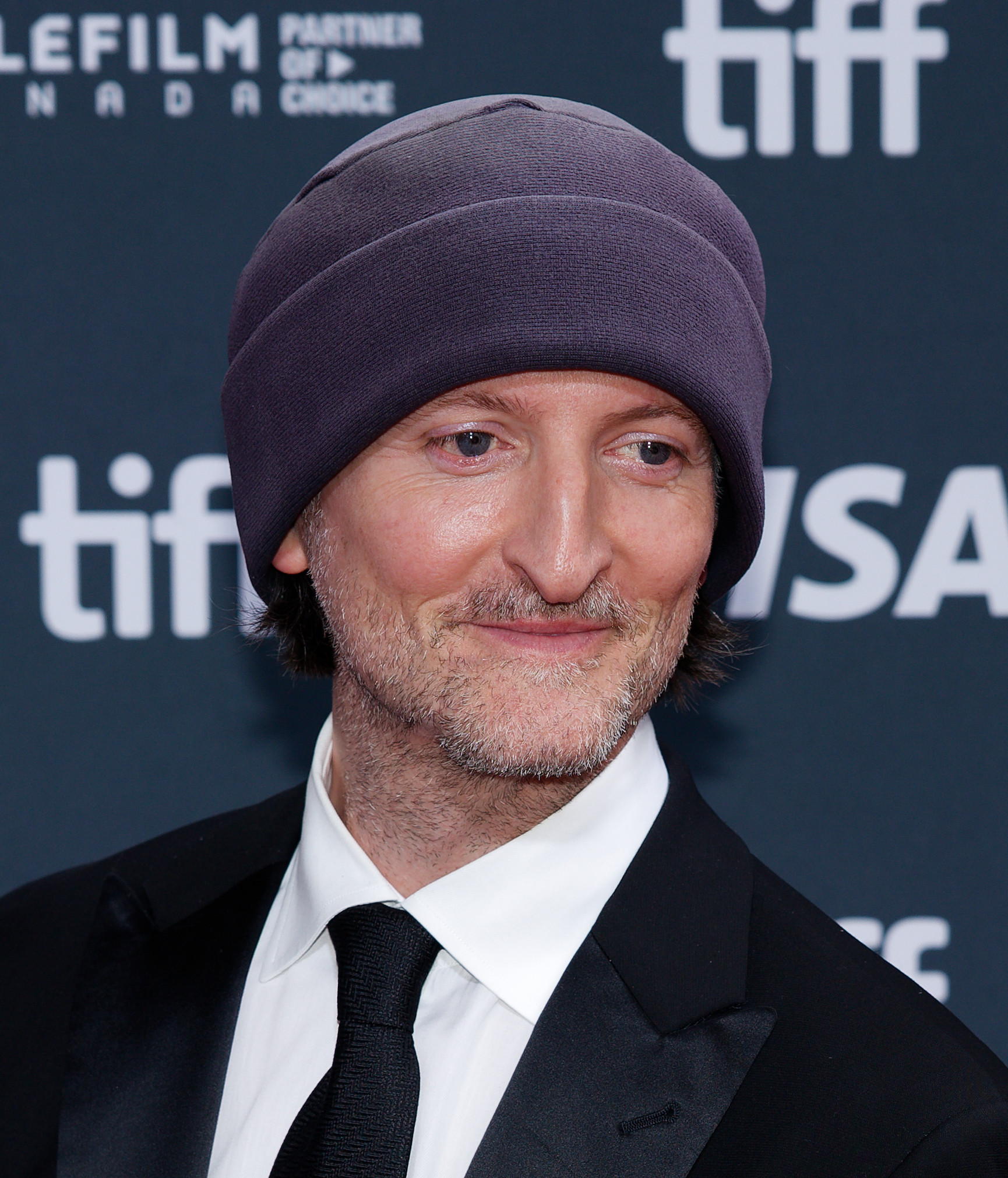
Michael Gracey, Regisseur des 2025 prämierten Films Better Man – Die Robbie Williams Story

Der AACTA International Award in der Kategorie Bester Film (Originalbezeichnung: Best Film) ist eine der Auszeichnungen, die jährlich in den Vereinigten Staaten von der Australian Academy of Cinema and Television Arts (AACTA) verliehen werden. Mit ihr werden die Produzenten der besten internationalen Filme des vergangenen Jahres geehrt. Sie ist das Gegenstück zur entsprechenden Kategorie für Produzenten australischer Filme. Die Kategorie wurde 2012 ins Leben gerufen. Die Gewinner werden in einer geheimen Abstimmung ermittelt.

## Statistik
Die Kategorie Bester Film wurde zur ersten Verleihung im Januar 2012 geschaffen. Seitdem wurden an 41 verschiedene Produzenten eine Gesamtanzahl von 43 Preisen in dieser Kategorie verliehen. Der erste Preisträger war Thomas Langmann, der 2012 für die Produktion der Tragikomödie The Artist ausgezeichnet wurde. Die bisher letzten Preisträger waren Paul Currie, Jules Daly, Michael Gracey, Coco Xiaolu Ma und Craig McMahon, die 2025 für die Produktion der Filmbiografie Better Man – Die Robbie Williams Story geehrt wurden.
Mit dem Stand der Verleihung 2025 stimmte der Gewinner dieser Kategorie in bisher lediglich drei Fällen mit dem späteren Oscar-Preisträger überein. Das waren 2012 The Artist, 2015 Birdman oder (Die unverhoffte Macht der Ahnungslosigkeit) und 2020 Parasite.
| Statistik                          | Produzent      | Anzahl | Jahre                              |
| ---------------------------------- | -------------- | ------ | ---------------------------------- |
| Häufigste Auszeichnung             | Alfonso Cuarón | 2      | 2014, 2019                         |
|                                    | David Heyman   | 2      | 2014, 2024                         |
| Häufigste Nominierungen (* = Sieg) | Dede Gardner   | 6      | 2012, 2014, 2016, 2019, 2020, 2021 |
| Häufigste Nominierungen ohne Sieg  | Dede Gardner   | 6      | 2012, 2014, 2016, 2019, 2020, 2021 |

## Gewinner und Nominierte
Die unten aufgeführten Filme werden mit ihrem deutschen Verleihtitel (sofern ermittelbar) angegeben, danach folgt in Klammern in kursiver Schrift der fremdsprachige Originaltitel. Die Nennung des Originaltitels entfällt, wenn deutscher und fremdsprachiger Filmtitel identisch sind. Die Gewinner stehen hervorgehoben in fetter Schrift an erster Stelle.

### 2012–2020
2012
The Artist – Produktion: Thomas Langmann
The Descendants – Familie und andere Angelegenheiten (The Descendants) – Produktion: Jim Burke, Alexander Payne und Jim Taylor
Hugo Cabret (Hugo) – Produktion: Johnny Depp, Tim Headington, Graham King und Martin Scorsese
The Ides of March – Tage des Verrats (The Ides of March) – Produktion: George Clooney, Grant Heslov und Brian Oliver
Der große Crash – Margin Call (Margin Call) – Produktion: Robert Ogden Barnum, Michael Benaroya, Neal Dodson, Joe Jenckes, Corey Moosa und Zachary Quinto
Melancholia – Produktion: Meta Louise Foldager und Louise Vesth
Midnight in Paris – Produktion: Letty Aronson, Jaume Roures und Stephen Tenenbaum
Die Kunst zu gewinnen – Moneyball (Moneyball) – Produktion: Michael De Luca, Rachael Horovitz und Brad Pitt
The Tree of Life – Produktion: Dede Gardner, Sarah Green und Bill Pohlad
We Need to Talk About Kevin – Produktion: Jennifer Fox, Luc Roeg und Robert Salerno
2013
Silver Linings (Silver Linings Playbook) – Produktion: Bruce Cohen, Donna Gigliotti und Jonathan Gordon
Argo – Produktion: Ben Affleck, George Clooney und Grant Heslov
Les Misérables – Produktion: Tim Bevan, Eric Fellner, Debra Hayward und Cameron Mackintosh
Life of Pi: Schiffbruch mit Tiger (Life of Pi) – Produktion: Ang Lee und Gil Netter und David Womark
Lincoln – Produktion: Kathleen Kennedy und Steven Spielberg
Zero Dark Thirty – Produktion: Kathryn Bigelow, Mark Boal und Megan Ellison
2014
Gravity – Produktion: Alfonso Cuarón und David Heyman
12 Years a Slave – Produktion: Dede Gardner, Anthony Katagas, Jeremy Kleiner, Steve McQueen und Brad Pitt
American Hustle – Produktion: Megan Ellison, Jonathan Gordon, Charles Roven und Richard Suckle
Captain Phillips – Produktion: Dana Brunetti, Michael De Luca und Scott Rudin
Rush – Alles für den Sieg (Rush) – Produktion: Andrew Eaton, Eric Fellner, Brian Grazer, Ron Howard, Peter Morgan und Brian Oliver
2015
Birdman oder (Die unverhoffte Macht der Ahnungslosigkeit) (Birdman or (The Unexpected Virtue of Ignorance)) – Produktion: Alejandro González Iñárritu, John Lesher und James W. Skotchdopole
Boyhood – Produktion: Richard Linklater und Cathleen Sutherland
Grand Budapest Hotel (The Grand Budapest Hotel) – Produktion: Wes Anderson, Jeremy Dawson, Steven M. Rales und Scott Rudin
The Imitation Game – Ein streng geheimes Leben (The Imitation Game) – Produktion: Nora Grossman, Ido Ostrowsky und Teddy Schwarzman
Whiplash – Produktion: Jason Blum, Helen Estabrook und David Lancaster
2016
Mad Max: Fury Road – Produktion: George Miller und Doug Mitchell
The Big Short – Produktion: Dede Gardner, Jeremy Kleiner und Brad Pitt
Carol – Produktion: Elizabeth Karlsen, Christine Vachon und Stephen Woolley
The Revenant – Der Rückkehrer (The Revenant) – Produktion: Steve Golin, Alejandro González Iñárritu, Arnon Milchan, Mary Parent und Keith Redmon
Spotlight – Produktion: Blye Pagon Faust, Steve Golin, Nicole Rocklin und Michael Sugar
2017
La La Land – Produktion: Fred Berger, Jordan Horowitz und Marc Platt
Arrival – Produktion: Dan Levine, Shawn Levy, David Linde und Aaron Ryder
Hacksaw Ridge – Die Entscheidung (Hacksaw Ridge) – Produktion: William M. Mechanic und David Permut
Lion – Der lange Weg nach Hause (Lion) – Produktion: Iain Canning, Angie Fielder und Emile Sherman
Manchester by the Sea – Produktion: Lauren Beck, Matt Damon, Chris Moore, Kimberly Steward und Kevin J. Walsh
2018
Three Billboards Outside Ebbing, Missouri – Produktion: Graham Broadbent, Peter Czernin und Martin McDonagh
Call Me by Your Name – Produktion: Émilie Georges, Luca Guadagnino, Marco Morabito und Peter Spears
Dunkirk – Produktion: Christopher Nolan und Emma Thomas
Lady Bird – Produktion: Eli Bush, Evelyn O’Neill und Scott Rudin
Shape of Water – Das Flüstern des Wassers (The Shape of Water) – Produktion: J. Miles Dale und Guillermo del Toro
2019
Roma – Produktion: Nicolás Celis, Alfonso Cuarón und Gabriela Rodríguez
BlacKkKlansman – Produktion: Jason Blum, Spike Lee, Raymond Mansfield, Sean McKittrick, Jordan Peele und Shaun Redick
Bohemian Rhapsody – Produktion: Jim Beach und Graham King
A Star Is Born – Produktion: Bradley Cooper, Bill Gerber, Jon Peters, Todd Phillips und Lynette Howell Taylor
Vice – Der zweite Mann (Vice) – Produktion: Megan Ellison, Will Ferrell, Dede Gardner, Jeremy Kleiner, Adam McKay, Kevin J. Messick und Brad Pitt
2020
Parasite (기생충 / Gisaengchung) – Produktion: Bong Joon-ho, Kwak Sin-ae und Moon Yang-kwon
The Irishman – Produktion: Robert De Niro, Jane Rosenthal, Martin Scorsese und Emma Tillinger Koskoff
Joker – Produktion: Bradley Cooper und Todd Phillips und Emma Tillinger Koskoff
The King – Produktion: Joel Edgerton, Dede Gardner, Jeremy Kleiner, David Michôd, Brad Pitt und Liz Watts
Once Upon a Time in Hollywood – Produktion: David Heyman, Shannon McIntosh und Quentin Tarantino

### 2021–2030
2021
Promising Young Woman – Produktion: Ben Browning, Emerald Fennell, Ashley Fox und Josey McNamara
The Father – Produktion: Philippe Carcassonne, Jean-Louis Livi und David Parfitt
Minari – Wo wir Wurzeln schlagen (Minari) – Produktion: Dede Gardner, Jeremy Kleiner und Christina Oh
Nomadland – Produktion: Mollye Asher, Dan Janvey, Frances McDormand, Peter Spears und Chloé Zhao
The Trial of the Chicago 7 – Produktion: Stuart M. Besser und Marc Platt
2022
The Power of the Dog – Produktion: Jane Campion, Iain Canning, Roger Frappier, Tanya Seghatchian und Emile Sherman
Being the Ricardos – Produktion: Todd Black, Jason Blumenthal und Steve Tisch
Belfast – Produktion: Laura Berwick, Becca Kovacik und Tamar Thomas
Dune – Produktion: Cale Boyter, Mary Parent und Denis Villeneuve
Licorice Pizza – Produktion: Paul Thomas Anderson, Sara Murphy und Adam Somner
Nitram – Produktion: Nick Batzias, Shaun Grant, Justin Kurzel und Virginia Whitwell
2023
Avatar: The Way of Water – Produktion: James Cameron und Jon Landau
The Banshees of Inisherin – Produktion: Graham Broadbent, Peter Czernin und Martin McDonagh
Elvis – Produktion: Gail Berman, Baz Luhrmann, Catherine Martin, Patrick McCormick und Schuyler Weiss
Everything Everywhere All at Once – Produktion: Daniel Kwan, Daniel Scheinert und Jonathan Wang
Top Gun: Maverick – Produktion: Jerry Bruckheimer, Tom Cruise, David Ellison und Christopher McQuarrie
2024
Barbie – Produktion: Tom Ackerley, Robbie Brenner, David Heyman und Margot Robbie
Amerikanische Fiktion (American Fiction) – Produktion: Cord Jefferson, Jermaine Johnson, Nikos Karamigios und Ben LeClair
Killers of the Flower Moon – Produktion: Dan Friedkin, Daniel Lupi, Martin Scorsese und Bradley Thomas
Oppenheimer – Produktion: Christopher Nolan, Charles Roven und Emma Thomas
Poor Things – Produktion: Ed Guiney, Giorgos Lanthimos, Andrew Lowe und Emma Stone
2025
Better Man – Die Robbie Williams Story (Better Man) – Produktion: Paul Currie, Jules Daly, Michael Gracey, Coco Xiaolu Ma und Craig McMahon
Anora – Produktion: Sean Baker, Alex Coco und Samantha Quan
Dune: Part Two – Produktion: Cale Boyter, Tanya Lapointe, Patrick McCormick, Mary Parent und Denis Villeneuve
Emilia Pérez – Produktion: Jacques Audiard, Pascal Caucheteux, Valérie Schermann und Anthony Vaccarello
Der Brutalist (The Brutalist) – Produktion: Nick Gordon, D. J. Gugenheim, Andrew Lauren, Trevor Matthews, Andrew Morrison, Brian Young